# Indonesië van A tot Z

Locatie van Indonesië

- Zie ook : Portaal:Indonesië

## A
Aardbeving Java 2006 – Aardbeving Indische Oceaan 2004/Indonesië – Adi – Adonara (eiland) – Adonara (plaats) – Agam – Ambarawa – Ambon (eiland) – Amok – Amien Rais – Anakalangu – Anak Krakatau – Angganitha – Anklung – Arafurazee – Ben Arps – Aru-eilanden – Assistent-resident – Atjeh (Aceh) – Atjehoorlog – Mia Audina – Austronesische talen – Aziatisch-Afrikaanse conferentie – Aziatische weg 2

## B
Babi pangang – Sutardji Calzoum Bachri – Bali – Baliemvallei – Balinees – Bali-Sasaktalen – Banda Atjeh – Banda-eilanden – Bandazee – Bandung – Bandungconferentie – Bangka-Belitung – Banjarmasin – Bank Hagakita – Banka-Billiton – Banten (provincie) – Banten (stad) – Bantul (regentschap) – Banyakeilanden – Banyuasin – Baritotalen – Abu Bakar Bashir – Basisonderwijs (Nederlands-Indië) – Batak – Batam – Batang Hari (regentschap) – Batanta – Batavia – Batik – Batjan (eiland) – Batur – Jean Chrétien Baud – Bawean – Bayaans – Louis Beel – Bekasi (regentschap) – Bekasi (stad) – Belanda hitam – Bengawan Solo – Bengkalis (regentschap) – Bengkulu – Bersiap – Betelnoot – Bhinneka Tunggal Ika – Biak – Bimanees – Bima-Soembatalen – Bintan – Bisa – Blitar – Boano – Boeddhisme – Bogor – Bojonegoro (onderdistrict) – Bojonegoro (regentschap) – Bomaanslagen op Bali op 1 oktober 2005 – Bondokodi – Bondowoso – Borneo – Borobudur – Bosbranden in Indonesië – Karel Albert Rudolf Bosscha – Johannes van den Bosch – Pieter Both – Boven-Digoel (strafkamp) – Boven Digoel (regentschap) – Bromo – Jan Laurens Andries Brandes – Hendrik Brouwer – Budi Utomo – Bukittinggi – Bumi Rejo (Jaya Loka) – Bumi Rejo (Pulau Rimau) – Bunaken – Bungo – Buru – Burung Indonesia - 

## C
Steen van Calcutta – Candi Panataran – Godert Alexander Gerard Philip van der Capellen – CARAT – Celebes (Sulawesi) – Celebeszee – Centraal-Zuid-talen (Oost) – Centrale Centraal-Zuid-talen – Nadine Chandrawinata – Cilacap (Tjilatjap) – Cimahi – Cipanas – Jan Pieterszoon Coen

## D
Dadiah – Herman Daendels – Dajaks – Dangdut – Danurejan – Inul Daratista – Darul Islam – Denpasar – Maria Dermoût – Desa – Ki Hadjar Dewantara – Dhao – Dharmasraya – Antonio van Diemen – Diponegoro – Wiebe van Dijk – Djamboe semarang – Eduard Douwes Dekker – Heri Dono – Ernest Douwes Dekker – Duizendeilanden – Dumai – Dusun-Balangaans – Dusun Deyah – Dusun Malang (dialect) – Dusun Malang (taal) – Dusun Pepas – Dusun Witu (dialect) – Dusun Witu (taal)

## E
Eerste Divisie 7 December – Eilanden van Indonesië – Gilbert Elliot-Murray-Kynynmound – ELS (Nederlands-Indië) – Theys Hiyo Eluay – Endenees – Ende-Liotalen – Endenees – Enggano – Engganorat – Enhydris gyii – Theodoor van Erp

## F
Flores – Dirk Fock – Fort Du Bus – Front Pembela Islam

## G
Gadogado – Gajah Mada – Gamelan – GAPI – Garuda Indonesia – Geelvinkbaai – Gedongtengen – Gerbangkertosusila – Gereja Kristen Indonesia Nederland – Geschiedenis van Indonesië – Grobogan (regentschap) – Jan Gonda – Gondokusuman – Gondomanan – Gorontalo – Gouverneurs van Ambon – Gouverneurs-Generaal van Nederlands-Indië – Andries Cornelis Dirk de Graeff – Grote Postweg – Grote Soenda-eilanden – Gubuk – Slamet Gundono – Gura Besi

## H
Habibie – Ki Hadjar Dewantara – HagaBank – Nationaal park Halimun – Halmahera – Zee van Halmahera – Max Havelaar – Jacob Pieter van Helsdingen – Joannes Benedictus van Heutsz – Hindoeïsme – Hollandia – Hooglandbalinees

## I
Alexander Willem Frederik Idenburg – Ida Widawati – Idenburg – Iding Soemita – Ikat – Gustaaf Willem van Imhoff (1705-1750) – Gustaaf Willem van Imhoff (1767-1830) – Indische spruw – Indo – Indonesia Raya – Indonesië – Provincies van Indonesië – Indonesisch – Indonesische keuken – Indonesische literatuur – Indonesische mythologie – Indragiri Hilir – Indragiri Hulu – Inscriptie van Canggal – Inscriptie van Śivagŗha – Inul Daratista – Irian Barat – Irian Jaya – ISO 3166-2:ID- Indonesia raya

## J
Frederik s'Jacob – Jakarta – Jambi (provincie) – Jambi (stad) – Jan Willem Janssens – Japen – Jatinegara – Java – Javaan – Javaans – Javaanse literatuur – Javaanse tijger – Javanen (Suriname) – Javazee – Jayapura (stad) – Jetis – Joglo – Bonifacius Cornelis de Jonge- Joko Widodo - 

## K
Kakawin – Kakawin Ramayana – Kalimantan – Jusuf Kalla – Kamberaas – Karangetang – Straat Karimata – Karimun – Karo – Kartini – Fadly Kasim – Kebun Raya Bali – Kebun Raya Bogor – Kebun Raya Cibodas – Kebun Raya Purwodadi – Kei-eilanden – Kelud – Kelurahan – Ke'o – kepel – Kepo' – Kerinci – Kerinci (regentschap) – Kidung Sunda – Ki Hadjar Dewantara – KITLV – kleine buideldas – Kleine Soenda-eilanden – KNIL – Hendrik Merkus de Kock – Kodi Bengedo – Kodi (Bokol) – Kodisch – Kodi (streek) – Kofiau – Kokosnoot – Komodo – Komodo Nationaal Park – Koreri – Korwar – Kota Radja – Kotagede – Krakatau – Kraton (onderdistrict) – KRI Diponegoro – KRI Frans Kaisiepo – KRI Hasanuddin (2007) – KRI Sultan Iskandar Muda – Kroepoek – Kudeta (1965) – Kupang (regentschap) – Kupang (stadsgemeente) – Sardono Waluyo Kusumo – Kuta – Kuto-Kute – Kwaci

## L
Laaglandbalinees – Lahat (regentschap) – Lambojaas – Johan Wilhelm van Lansberge – Laura – Lebak – Lifamatola – Johan Paul van Limburg Stirum – Lijst van talen in Indonesië – Limapuluh Kota – Lionees – Lingga-archipel – Lomblen – Lombok – James Loudon – Antonius Hermanus Johannes Lovink – Lubuklinggau – Luchthaven Mau Hau – Luchthaven Tambolaka – Pieter Johan Luijendijk – Lembaga Kajian Islam dan Sosial

## M
Ma'anjan – Maanorchidee – Macklots trogon – Madura – Joan Maetsuycker – Franz Magnis-Suseno – Majapahit – Makassar – Malang – Malayo-Polynesische talen – Maleisië – Mamboru – Manado – Manarmakeri – Manawoka – Mandala Airlines Vlucht 091 – Mandioli – Manggarai – Mangole (eiland) – Mangrovenslang – Maninjaumeer – Manokwari – Manseren Manggundi – Mantrijeron (onderdistrict) – Marapi – Mardijkers – Mataram – Mau Hau – Medan – Meervlakte – Meer van Jatiluhur – Meester Cornelis – Megawati Soekarnoputri – Melindjoe – Meno-Mene – Mentawai-eilanden – Merangin – Merapi – Mergangsan – Yovita Meta – Generaal Michiels – Middenbalinees – Midden-Java – Midden-Kalimantan – Midden-Sulawesi – Pieter Mijer – Militaire Luchtvaart van het Koninklijk Nederlands Indisch Leger – Minangkabau – Minangkabaus – Internationale luchthaven Minangkabau – Misool – Miss Indonesia – Modderstroom Sidoarjo – Molukken – Molukkers – Molukse Zee – Monumen Nasional – Hubertus van Mook – Morotai – Mriak-Mriku – Muaro Jambi – Muiterij van Sepoy – Muko-Muko (regentschap) – Munir – Herman Muntinghe – Muria – Myotis adversus- Merdeka-monument

## N
Nagarakretagama – Nage – Nahdlatul Ulama – Nasi – Nasi goreng – Nasi krawu – Nationaal park Halimun – Nationaal park Komodo – Ndao – Nederlands-Indië – Nederlands-Nieuw-Guinea – Netpython – Herman Neubronner van der Tuuk – Ngadha – Ngampilan (onderdistrict) – Ngelengele-Besar – Ngeno-Ngene – Ngeto-Ngete – Ngurah Rai Luchthaven – Nias - Nieuw-Guinea – Noord-Sumatra – Nucleair programma van Indonesië – Num – Numfor – Nusa Laut – Nusa Penida (dialect)

## O
Obano-opstand – Obi (Molukken) – Onderdistrict – Lou Onvlee – Oost-Java – Oost-Kalimantan – Oost-Ngadha – Oost-Nusa Tenggara – Oost-talen (Barito) – Oost-Timor – Oostelijke Malayo-Polynesische talen – Organisasi Papua Merdeka – Orang Pendek – Overeenkomst van Linggadjati – Owi- Oost-Indonesië

## P
Padang – Padang Panjang – Padang Pariaman – Padangse Bovenlanden – Padri-oorlogen – Pagar Alam – Charles Ferdinand Pahud – Pakisadji – Paku – Pakualaman – Palembang – Paluees – Pancasila – Pañcatantra – Panjang – Papoea – Papoea's – Papoea Vrijwilligers Korps – Paradijsvogels – Pariaman – Partai Amanat Nasional – Partai Bulan Bintang – Pasaman – Pasaman Barat – Pasar malam – Pasar Malam Besar – Pasola – Payakumbuh – Pekal – Pekanbaru – Pelalawan – Pelopor – Pemoeda – Pencak silat – Perhimpunan Pelestari Burung dan Habitatnya – Pertamina – Perusahaan Listrik Negara – Pesisir Selatan – Petitie-Soetardjo – Peucang – Theodoor Gautier Thomas Pigeaud – Cornelis Pijnacker Hordijk – Politiek van Indonesië – Politionele acties – Pontianak – Prambanan – Poncke Princen – Provincies van Indonesië – P.T. Astra International - Pasar malam

## R
Thomas Raffles – Rai Jua – Amien Rais – Raja Ampat-eilanden – Rani – Kakawin Ramayana – Hans Ras – Rau (eiland) – Otto van Rees – Regentschap (categorie) – Rencong (schrift) – Rencong (wapen) – Rendang (gerecht) – Rendang (plaats) – Republik Maluku Selatan – Resident – Han Resink – Riau – Riau-archipel – Abraham van Riebeeck – Jan Jacob Rochussen – Rokan Hulu – Romoesja – Rondo (eiland) – Willem Rooseboom – Roti – Rumah Gadang – Rupiah

## S
Sabang – Sajoer asem – Salasi – Salatiga – Salawati – Salikin Hardjo – Saluang – Sambal – Samihim – Sanana – Sandelhout – Sangeang Api – Sangiang (eiland) – Sangihe-eilanden – Sang Merah Putih – Sanskrit in Indonesia – Saparua – Sarekat Islam – Sasak (taal) – Sasak (volk) – Saté – Satésaus – Savoe – Savoenees – Savoenezen – Savoezee – Sawah – Sawahlunto – Sawahlunto Sijunjung – Schouteneilanden – Semarang – Djamboe semarang – Seram – Seram Rei – Seramzee – Cornelis van Senen – Kepulauan Seribu – Shiva – Showinval – Siau – Sidoarjo – Sihong – Sijunjung – Simeulue – Slag in de Javazee – Slag om Ambon – Ludolf Anne Jan Wilt Sloet van de Beele – Sobger – Soe Hok Gie – Soeharto – Soekarno – Internationale luchthaven Soekarno-Hatta – Soembanezen – Soembawarees – Soenda-eilanden – Soendanees – Soetomo – Solok (regentschap) – Solok (stad) – Solok Selatan – Solor – Solorarchipel – Songket – Srivijaya – Stadsgemeenten (categorie) –Sterrengebergte – Straat Alas – Straat Alor – Straat Badoeng – Straat Bali – Straat Bangka (Sulawesi) – Straat Bangka (Sumatra) – Straat Batjan – Straat Boano – Straat Buaya – Straat Ceram – Straat Gaspar – Straat Haruku – Straat Karimata – Straat Kelang – Straat Lamakera – Straat Lembeh – Straat Lombok – Straat Lowotobi – Straat Madura – Straat Makassar – Straat Malakka – Straat Mangole – Straat Manipa – Straat Mentawai – Straat Muli – Straat Ombai – Straat Roti – Straat Saleijer – Straat Saparua – Straat Sape – Straat Sapoedi – Straat Semaoe – Straat Singapore – Straat Soenda – Straat Sumba – Straat Tjapaloeloe – Straat Tobalai – Straat Wetar – Su Mios – Yos Sudarso – Sulasi – Sulawesi – Sumatra – Sumatraanse olifant – Sumatraanse tijger – Sumba – Sumbawa (eiland) – Sunda Kelapa (haven) – Jim Supangkat – Supiori – Surabaya (stad) – Surakarta- Soekarno- Selemat datang -

## T
Talang – Talaudeilanden – Taliabu – Taman Mini Indonesia Indah – Tambora – Taman Siswa – Tambolaka – Tanah Datar – Tandikat – Tangerang (stadsgemeente) – Tanjung Jabung Barat – Tanjung Priok – Tangkuban Perahu – Tebo – Tegalrejo (Yogyakarta) – Tempé – Tentara Nasional Indonesia – Ternate – Tidore – Timor – Timorzee – Tioor – Alidius Tjarda van Starkenborgh Stachouwer – Pramoedya Ananta Toer – Tong Tong Fair – Toko – Tomohon – Toraja – Trenggalek (onderdistrict) – Trenggalek (regentschap) – Trenggalek (stad) – Tugu – Herman Neubronner van der Tuuk

## U
Ubud – Ujung Kulon – Umbulharjo – Universitas Indonesia – UNTEA – Ayu Utami

## V
Herman Neubronner van der Tuuk – Verenigde Staten van Indonesië – Verwantschapslanden – Vlag van Indonesië – Vogelkop – Volksraad – Cornelis van Vollenhoven (1874-1933)

## W
Wadjang – Wadjewa – Wadjewaas – Abdurrahman Wahid – Waigeo – Waikabubak – Waingapu – Wajang – Waljinah – Wallacelijn – Wandammen – Wangga Meti – Wanukaka – West-Irian Jaya – West-Java – West-Sulawesi – West-Sumatra – West-Sumba – Westelijk Nieuw-Guinea – Wiebe van Dijk – Douwe Klaas Wielenga – Ida Widawati – Wild Indonesia – Carel Herman Aart van der Wijck – Wirobrajan (onderdistrict)

## Y
Yogyakarta – Yogyakarta (stadsgemeente) - Susilo Bambang Yudhoyono

## Z
Zeebeving Java juli 2006 – Zeekrokodil – Zending op Soemba – Petrus Josephus Zoetmulder – Zuidoost-Azië – Zuid-Pesisir – Zuid-talen (Centraal-Zuid) – Zwartkopboomslang